# دین کوک
دین کوک (به انگلیسی: Dane Cook) بازیگر آمریکایی و متولد ۱۸ مارس ۱۹۷۲ است
از فیلم‌های معروف او می‌توان به فیلم آقای بروکس، کارمند ماه، وابسته به تو، انتظار...، دختر بهترین دوست من، اسلحه‌ها، دختران و قمار و موفق باشی چاک اشاره کرد.